# Hernán (serie de televisión)
Hernán es una serie de televisión por internet de drama histórico mexicana producida por Dopamine en colaboración con Onza Entertainment, para TV Azteca y Amazon Prime Video en el 2019. Se estrenó por streaming en Amazon Prime Video el 21 de noviembre de 2019, y por televisión el 24 de noviembre en Azteca 7.
La producción planeó su estreno como parte del aniversario 500 de la caída de Tenochtitlan, y gira en torno a Hernán Cortés desde su llegada a la costa mexicana hasta la derrota de los mexicas.
Esta protagonizada por Óscar Jaenada, junto con Michel Brown, Dagoberto Gama, entre otros. Está narrado desde la perspectiva de cada personaje principal.
Se anunció una segunda temporada, que debería haberse empezado a grabar en enero de 2020, pero debido a los trámites para la filmación en una área natural protegida, fue pospuesta.

## Reparto

### Principales
- Óscar Jaenada como Hernán Cortés[10][5]
- Michel Brown como Pedro de Alvarado[10][5]
- Ishbel Bautista como La Malinche[10][5]
- Jorge Antonio Guerrero como Xicotencatl[5]
- Mabel Cadena como Tecuelhuetzin / Doña Luisa[5]
- Víctor Clavijo como Cristóbal de Olid[5][11]
- Dagoberto Gama como Moctezuma[10][5]
- Almagro San Miguel como Gonzalo de Sandoval[5]
- Miguel Angel Amor como Bernal Díaz del Castillo[5]
- Isabel Luna como Mictecacíhuatl[5]

### Recurrentes e invitados especiales
- Antonio Trejo como Cuitláhuac[10]
- Aura Garrido como Juana
- Cristian Gamero como Gerónimo de Aguilar[10]
- Manuel Poncelis como Xicoténcatl el Viejo
- Silverio Palacios como Xicomecóatl, cacique de Cempoala
- Gabriela Cartol como Acatlxouhqui
- Pablo Derqui como Sacerdote
- Said Sandoval como Puxku
- Josué Maychi como Potonchán
- Ricardo Díaz Mendoza como Nacom
- Mina El Hammani como Aisha

## Episodios
| N.º | Título        | Dirigido por         | Escrito por                 | Fecha de lanzamiento original | Fecha de emisión en televisión | Audiencia (millones) |
| --- | ------------- | -------------------- | --------------------------- | ----------------------------- | ------------------------------ | -------------------- |
| 1 | «Marina»      | Norberto López Amado | Curro Royo                  | 21 de noviembre de 2019       | 24 de noviembre de 2019        | 2.0                  |
| Malintizin se convirtió en Marina al ser bautizada bajo la fe católica, y a diferencia de otros indígenas no tenía miedo, ella se sentía atraída por Hernán Cortés, a quien intentó advertir de las consecuencias de sus actos. |               |                      |                             |                               |                                |                      |
| 2 | «Olid»        | Julián de Tavira     | María Jaén                  | 21 de noviembre de 2019       | 24 de noviembre de 2019        | 2.0                  |
| Con todas sus dudas sobre la lealtad de Hernán hacia el Rey, Olid le entregó su apoyo, pero perdió más de lo que ganó. |               |                      |                             |                               |                                |                      |
| 3 | «Xicotencatl» | Norberto López Amado | María Jaén Julián de Tavira | 21 de noviembre de 2019       | 1 de diciembre de 2019         | 1.2                  |
| Los tlaxtaltecas y los españoles tienen muchas diferencias, pero los une el interés por derrocar al pueblo mexica. |               |                      |                             |                               |                                |                      |
| 4 | «Bernal»      | Norberto López Amado | María Jaén                  | 21 de noviembre de 2019       | 1 de diciembre de 2019         | 1.2                  |
| Durante el camino de Hernán llegan momentos determinantes para poder avanzar y el derramamiento de sangre es inevitable. |               |                      |                             |                               |                                |                      |
| 5 | «Moctezuma»   | Norberto López Amado | Curro Royo                  | 21 de noviembre de 2019       | 8 de diciembre de 2019         | 0.77                 |
| ¿Son Dioses o son hombres?, Moctezuma tiene pocas opciones ante la llegada de los españoles, y sus dioses no le dan respuestas, así que tendrá que avanzar bajo las ordenanzas de sus creencias.                                |               |                      |                             |                               |                                |                      |
| 6 | «Alvarado»    | Julián de Tavira     | María Jaén                  | 21 de noviembre de 2019       | 8 de diciembre de 2019         | 0.77                 |
| Hernán se ausenta y Alvarado queda a cargo de mantener control sobre los mexicas, pero su hostilidad es desafiada con el Toxcatl, una celebración en la que se ofrecen sacrificios.                                             |               |                      |                             |                               |                                |                      |
| 7 | «Sandoval»    | Álvaro Ron           | María Jaén Curro Royo       | 21 de noviembre de 2019       | 15 de diciembre de 2019        | 1.0                  |
| Sus sueños de niños para Hernán y Gonzalo se materializaron con el tiempo, pero los costos de llegar hasta ahí fueron muy altos.                                                                                                |               |                      |                             |                               |                                |                      |
| 8 | «Hernán»      | Norberto López Amado | Curro Royo Julián de Tavira | 21 de noviembre de 2019       | 15 de diciembre de 2019        | 1.0                  |
| Hernán y sus aliados están dispuestos a luchar por su vida y por el oro, pero la respuesta de los mexicas resulta algo inesperado para todos.                                                                                   |               |                      |                             |                               |                                |                      |

## Producción
La serie inició su rodaje el 25 de febrero de 2019 en la Ciudad de México, y se filmó en distintas partes de México para recrear de forma fiel a la extinta Tenochtitlan.
Para la trama y el guion de esta serie se estudiaron desde las fuentes primarias como códices, cartas de relación y las escrituras hechas por los primeros cronistas de los siglos XVI y XVII. También el estudio fue ayudado por el Instituto Nacional de Antropología e Historia (INAH) para que la trama fuera lo más veraz posible. Debido a que la mayoría de los actores que interpretarían a los personajes indígenas, carecían de conocimiento sobre lenguas indígenas como el nahuatl o el maya, se tuvo que darles clases a los actores durante 7 meses.
Los efectos visuales de la serie fueron trabajo del estudio "El Ranchito" y cada episodio de la misma costó aproximadamente $1.5 millones de dólares.

## Audiencia
| Temporada | Horario (CT)             | Episodios | Primera emisión         | Primera emisión      | Última emisión          | Última emisión       | Promedio de espectadores (millones) |
| Temporada | Horario (CT)             | Episodios | Fecha                   | Audiencia (millones) | Fecha                   | Audiencia (millones) | Promedio de espectadores (millones) |
| --------- | ------------------------ | --------- | ----------------------- | -------------------- | ----------------------- | -------------------- | ----------------------------------- |
| 1         | Domingo 22:00 - 00:00 h. | 8         | 24 de noviembre de 2019 | 2.0                  | 15 de diciembre de 2019 | 1.0                  | 1.24                                |

## Premios y nominaciones

### Premios Produ 2020
| Categoría                            | Nominados                     | Resultados |
| ------------------------------------ | ----------------------------- | ---------- |
| Mejor miniserie                      | Hernán                        | Ganadora   |
| Mejor actor principal                | Óscar Jaenada                 | Nominado   |
| Mejor actor de reparto               | Jorge Antonio Guerrero        | Nominado   |
| Mejor actriz de reparto              | Mabel Cadena                  | Nominada   |
| Mejor actriz revelación              | Isabel Bautista               | Ganadora   |
| Mejor apertura / títulos de programa | Hernán                        | Nominado   |
| Mejor productor                      | Jaime Ramos y Fidela Navarro  | Nominados  |
| Mejor escritor                       | María Jaén y Curro Royo       | Nominados  |
| Mejor showrunner                     | Julián de Tavira y Curro Royo | Nominados  |
| Mejor compositor musical             | Federico Jusid                | Ganador    |
| Mejor director de fotografía         | Alberto Casillas              | Nominado   |